# جوزيف دابن
جوزيف دابن (بالإنجليزية: Joseph Dubin)‏ هو ملحن أمريكي، ولد في 2 يونيو 1900 في فيلادلفيا في الولايات المتحدة، وتوفي في 16 يناير 1961 في شيرمان أوكس في الولايات المتحدة.

## وصلات خارجية
- جوزيف دابن على موقع IMDb (الإنجليزية)
- جوزيف دابن على موقع أول موفي (الإنجليزية)
- جوزيف دابن على موقع قاعدة بيانات الأفلام السويدية (السويدية)
- جوزيف دابن على موقع قاعدة بيانات الفيلم (الإنجليزية)
- جوزيف دابن على موقع كينوبويسك (الروسية)